# Платено милосърдие
„Платено милосърдие“ е български игрален филм (драма) от 1996 година на режисьора Георги Дюлгеров, по сценарий на Едуард Жембровски. Оператор е Стефан Христов. Музиката във филма е композирана от Божидар Петков.

## Актьорски състав
Роли във филма изпълняват актьорите:
- Цветана Манева – Маркизата
- Снежина Петрова – Милена
- Таня Шахова – Марияна